# Terpsichore reclinatoides
Terpsichore reclinatoides là một loài thực vật có mạch trong họ Polypodiaceae. Loài này được (Lellinger) A.R. Sm. miêu tả khoa học đầu tiên.